# آسوکا کمبریج
آسوکا کمبریج (انگلیسی: Asuka Cambridge؛ زادهٔ ۳۱ مهٔ ۱۹۹۳) یک دونده اهل ژاپن است. از افتخارات وی میتوان به کسب مدال نقره ۱۰۰×۴ متر امدادی در بازی‌های المپیک تابستانی ۲۰۱۶ اشاره کرد.